# Высшие учебные заведения Днепра
Высшие учебные заведения Днепра

## История высшего образования в Днепре
Ещё в 1784 году по указу Екатерины II была предпринята провалившаяся попытка образовать Екатеринославский университет.
Первый вуз города — Екатеринославское высшее горное училище, открытое 30 сентября (12 октября) 1899 года, с 1912 года — Екатеринославский горный институт, ныне Национальный горный университет. Оставалось единственным вузом города до образования в сентябре 1916 года в Екатеринославе Высших женских курсов. Заведующим курсами был назначен ректор Горного института профессор Н. И. Лебедев. На их базе в 1916 году был основан мединститут (ныне Днепропетровская медицинская академия), а в 1918 году и университет, остававшийся единственным университетом в городе до 1993 года, ныне Днепровский национальный университет (ранее — Днепропетровский государственный университет, ДГУ).
В 1930 году были образованы следующие институты: инженерно-строительный (ныне Приднепровская государственная академия строительства и архитектуры), инженеров транспорта (ныне Днепровский национальный университет железнодорожного транспорта), металлургический (ныне Национальная металлургическая академия Украины), химико-технологический (ныне Украинский государственный химико-технологический университет).
В 1934 году в город был перебазирован сельскохозяйственный институт (ныне Днепровский государственный аграрно-экономический университет).
В 1950 году в городе действовало 10 вузов.
В 1980 году был создан институт физической культуры и спорта.
В 1993 году были созданы негосударственные университет имени Альфреда Нобеля и медицинский институт традиционной и нетрадиционной медицины. В 1996 г. (первый набор — в 1997 г.) — академия таможенной службы, — единственный таможенный вуз в стране. В 1997 году образован юридический институт МВД (ныне Днепропетровский государственный университет внутренних дел). В 1998 году был образован финансово-экономический институт (ныне Днепропетровская государственная финансовая академия).
В 2017 году Национальный Горный университет был преобразован в Национальный технический университет «Днепровская политехника».
Ряд вузов Днепра награждён государственными наградами:
- орденами Трудового Красного Знамени: горный и металлургический (оба — 1949), медакадемия (1966).

## Вузы Днепра
Большинство вузов Днепра расположены в Соборном районе города.

### Университеты
- Днепровский национальный университет имени Олеся Гончара
- Национальный технический университет «Днепровская политехника»
- Университет таможенного дела и финансов
- Днепровский национальный университет железнодорожного транспорта имени академика В. Лазаряна
- Днепровский государственный аграрно-экономический университет
- Украинский государственный химико-технологический университет
- Днепропетровский государственный университет внутренних дел
- Днепропетровский гуманитарный университет
- Университет имени Альфреда Нобеля

### Академии
- Приднепровская государственная академия строительства и архитектуры
- Национальная металлургическая академия Украины
- Приднепровская государственная академия физической культуры и спорта
- Днепропетровская медицинская академия Министерства охраны здоровья Украины
- Днепропетровская академия музыки имени Глинки
- Межрегиональная академия бизнеса и права
- Днепровская академия непрерывного образования

### Институты
- Днепровский медицинский институт традиционной и нетрадиционной медицины
- Днепропетровский государственный институт технического обучения
- Государственный институт подготовки и переподготовки кадров промышленности

### Филиалы
- Киевский национальный университет культуры и искусств (Днепровский филиал)
- Днепровский институт Межрегиональной академии управления персоналом (действует с 1994 года)
- Днепропетровский региональный институт государственного управления Национальной академии государственного управления при Президенте Украины

### Исторические
В 1930 году был организован Днепропетровский фармацевтический институт (ДФИ).
В 1948 году в городе был открыт Днепропетровский государственный педагогический институт иностранных языков.